# Савич, Сергей Евгеньевич
Савич Сергей Евгеньевич (1864 —  23 июня 1946) — русский математик. Член Санкт-Петербургского математического общества.
Среднее образование получил в 1-й военной гимназии (1-й кадетский корпус), а высшее на математическом отделении физико-математического факультета Санкт-Петербургского университета, где окончил курс в 1886 году.
Несколько лет спустя, защитив диссертацию («О линейных обыкновенных дифференциальных уравнениях с правильными интегралами») на степень магистра чистой математики, начал чтение лекций в университете в качестве приват-доцента, а затем преподавание математики в некоторых высших технических учебных заведениях; в то же время, по поручению различных правительственных учреждений, принимал участие в составлении уставов о поверке расчетов по оборотам страховых обществ, эмеритальных и других пенсионных касс. Кроме диссертации, Савич напечатал несколько заметок по математике и теории страхования жизни в издававшемся одно время студентами математическом журнале (1885—1886), в «Журнале Министерства Народного Просвещения», в «Сборнике Института Инженеров Путей Сообщения», в «Bulletin de l’Institut des actuaires francais», в «Трудах I и II международных конгрессов актуариев» и других.
С. Е. Савич был вице-президентом первого Международного конгресса актуариев (1895 год, Брюссель). В 1914 году являлся председателем правления (директор-управляющий) Второго российского страхового от огня общества. После революции в России 1917 года С. Е. Савич был вынужден эмигрировать и работал во Франции.

В книге известного актуария С. Е. Савича (1864 — предп. 1936) содержится изложение основ математики страхования. Впервые изданная в 1900 г., в момент перехода России на страховые пенсионные схемы, и переизданная в 1909 г., она до настоящего времени сохраняет научную и практическую ценность. Книга знакомит читателя с фундаментальными моделями страхования и пенсионных схем, а также с актуарными расчетами в этих моделях. Книга рассчитана на актуариев, экономистов, юристов и математиков, интересующихся актуарными расчетами, а также на аспирантов и студентов указанных специальностей.